# Blaarmeersen

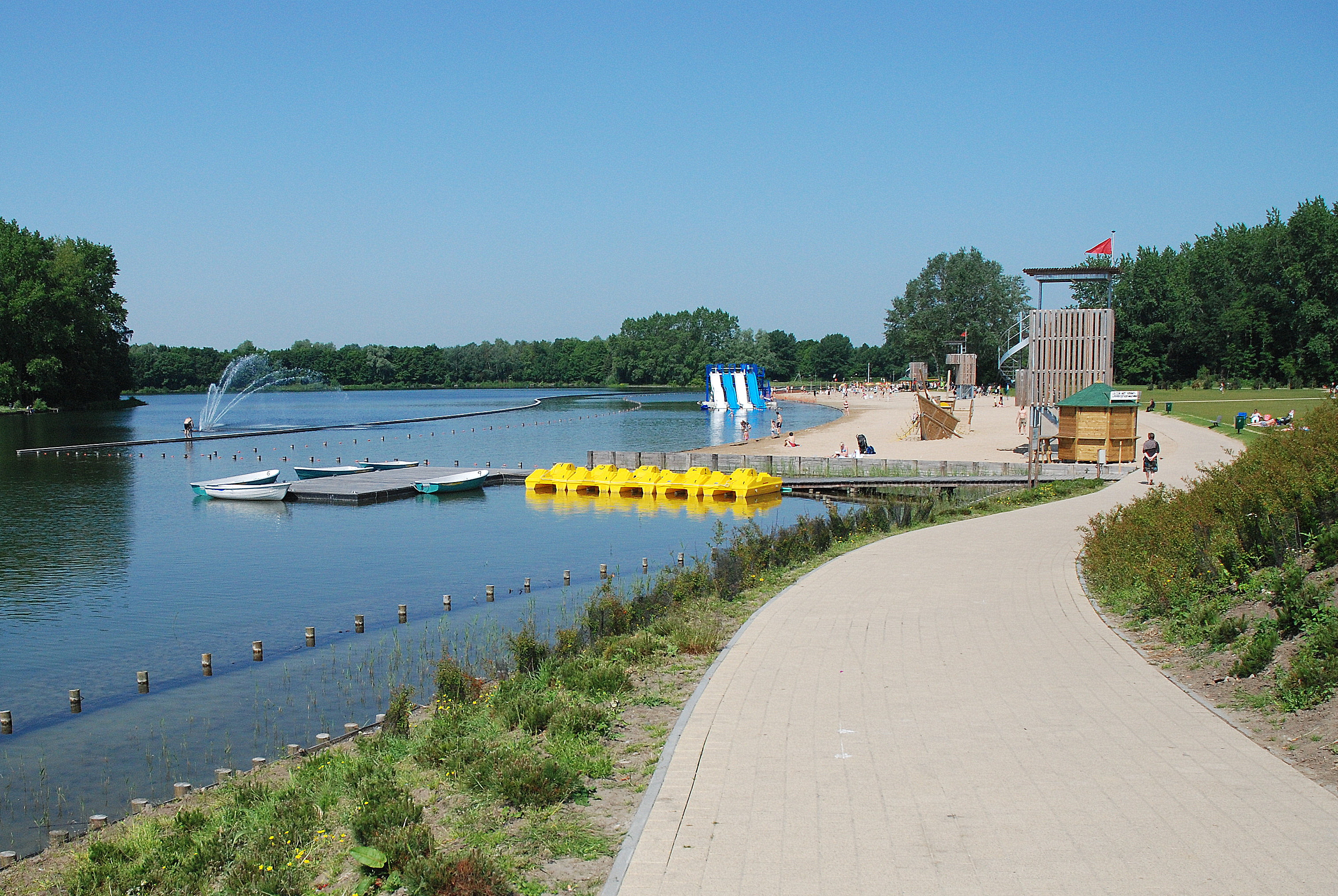
De Blaarmeersen, westelijk zicht op het middendeel van het zandlopervormig meer

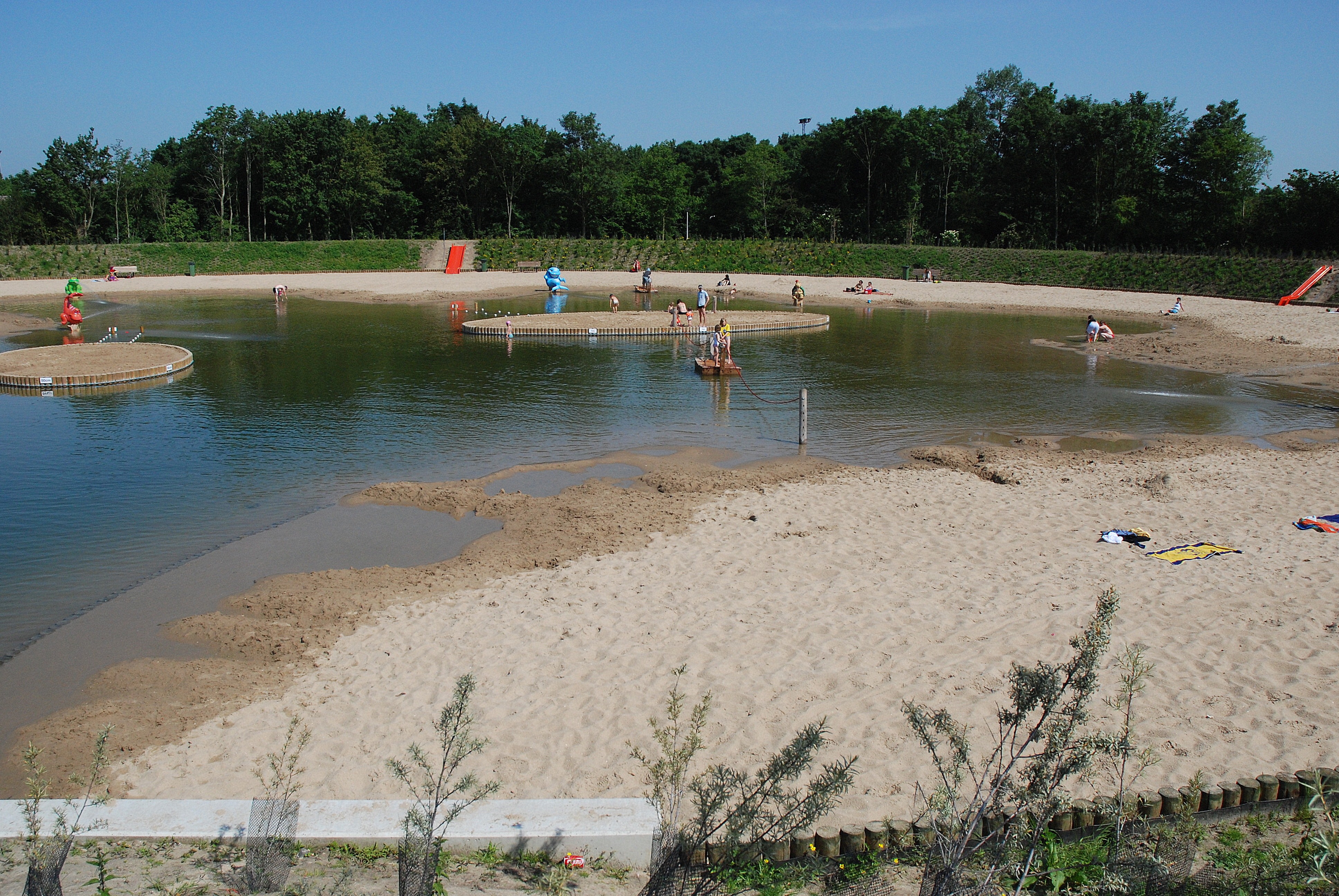
De Blaarmeersen, de vijver aan de oostelijke helft van het zandlopervormig meer

De Blaarmeersen is een recreatiegebied van 100 hectare in de Belgische stad Gent. Het ligt langs de Ringvaart, de Leie en de Watersportbaan. Het is een groengebied met bosjes, ligweiden en wandelwegen rond een centraal meer met een strand, een bewandelbare heuvelberg met uitkijktoren, en sportinfrastructuur.

## Geschiedenis
Het gebied was oorspronkelijk een meersengebied langs de Leie. Door het gebied liep tot 1950 het deel van de spoorlijn 55 tussen de stations Gent-Sint-Pieters en Wondelgem. Voor de inrichting werd in de jaren 1960 een ontwerpwedstrijd uitgeschreven, in 1969 gewonnen door het Gentse architectenbureau Vanacker en landschapsbureau Belgramo; de eerste werken begonnen echter pas in 1976. De aanleg gebeurde op kosten van stad Gent. Voor de aanleg werden enkele gronden onteigend en aangekocht, en werden de meersen opgehoogd. De camping bij het gebied opende reeds in 1979. Later werd ook een zandlopervormig (of 8-vormig) meer gegraven, en begon men met de oprichting van de sportinfrastructuur. De administratie Sport verhuisde in 1981 naar het strandgebouw. Met de groei van de aangelegde bosjes groeide het aanvankelijk kale gebied na enkele jaren ook tot een groen domein uit.

### Karel Sabbeberg
Bij het uitgraven van de plas werd de grond gebruikt om er een aanpalende heuvel van zo'n 34 meter hoog mee te bouwen.
Tot 2003 kon men nog in open lucht skiën op de kunstmatige heuvel. Sindsdien is deze opgenomen in het wandelroutecircuit.
In 2009 werd een uitkijktoren op de kunstmatige heuvel geplaatst. Deze uitkijktoren biedt een panoramisch zicht van Gent en wijde omgeving. Door de steeds toenemende begroeiing op de berg is het zicht in oostnoordoostelijke richting, op Gent, echter sterk belemmerd.
In 2019 werd de heuvel door de Stad Gent officieel Karel Sabbeberg genoemd, naar de ultraloper die deze helling duizenden malen opliep als training.

## Focus op sport
De Blaarmeersen heeft zich sterk op sport gericht. Onder meer Topsporthal Vlaanderen en het Vlaams Wielercentrum Eddy Merckx bevinden zich in het gebied. De Watersportbaan was het eerste complex dat sportaccommodaties een plaats gaf op de kaart van Gent. Zo kunnen de volgende sporten beoefend worden in het complex:
- Atletiek (8-banenpiste)(thuispiste van KAA Gent)
- Basketbal (2 buitenterreinen)
- Beachvolleybal
- BMX-race
- Handbal
- Joggen (inclusief fit-o-meter en oriëntatielopen)
- Klimmen
- Lacrosse
- Minigolf
- Minivoetbal
- Petanque
- Ping-pong
- Rolschaatsen (400 meter piste)
- Rugby
- Skateboarden
- Squash ( 4 banen)
- Tafelvoetbal
- Tennis (10 indoor- en 7 outdoorterreinen)
- Voetbal (5 velden)
- Volleybal
- Watersporten (zwemmen, surfen, zeilen, duiken, kajak, kajakpolo, vissen)

De nabijgelegen klimzaal Biover is na Kletterzentrum Innsbruck de tweede grootste van Europa en hoort met een muuroppervlakte van 3.500 m² tot de top drie grootste klimzalen van de wereld.
Op de aansluitende Watersportbaan, in de onmiddellijke omgeving zijn er 5 roeiverenigingen actief:
Koninklijke Roeivereniging Club Gent,
Koninklijke Roeivereniging Sport Gent,
Gentse Roei- en Sportvereniging,
Vereniging Veteranen Roeiers,
Studentenroeien Gent